# Conrad al II-lea al Sfântului Imperiu Roman

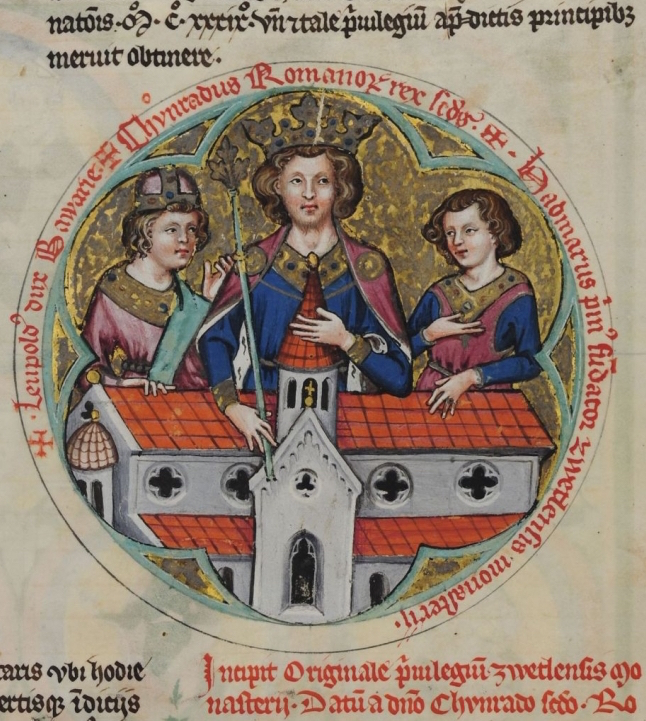
Miniatură din secolul XIV cu Conrad al II-lea

Conrad al II-lea (n. 990 d.Hr., Speyer, Principat ecleziastic⁠(d), Sfântul Imperiu Roman – d. 4 iunie 1039, Utrecht, Episcopatul Utrecht, Țările de Jos) a fost fiul unui nobil din Franconia, Henric de Speyer, moștenind titlurile de Conte de Speyer și Worms de la tatăl său la vârsta de 20 de ani. Conrad și-a extins influența în afara bazei sale din Speyer și Worms, devenind unul dintre cei mai cunoscuți nobili din Germania. Când linia ottoniană a conducătorilor Germaniei s-a stins, acesta a fost ales Rege al Romanilor (Rex Romanorum) în 1024 la vârsta de 34 de ani. În 1027 a fost încoronat Împărat romano-german la Roma, fiind primul din cei patru Împărați ai dinastiei Salicilor.
A fost stră-nepotul lui Luitgard, una dintre fiicele lui Otto cel Mare. Tatăl său a murit foarte tânăr iar Conrad a avut o copilărie foarte săracă pentru statutul său, fiind crescut de episcopii de Worms. Aceasta a făcut ca el să devină respectat pentru prudența și fermitatea deciziilor sale. La moartea lui Henric al II-lea, a fost ales Rege al Germaniei de către adunarea electoare princiară de la Kamba, fiind încoronat la Mainz pe data de 8 septembrie. Acesta era considerat după standardele vremii ca o alegere prudentă datorită vârstei sale respectabile, 34 de ani.
În 1025, episcopii italieni îi recunosc autoritatea însă principii laici încearcă numirea lui William al V-lea de Aquitania ca rege. În 1026, Conrad ajunge la Milan unde este încoronat Rege al Italiei. După ce a înnăbușit orașele rebele, ajunge la Roma, unde este încoronat Împărat în ziua de Paște din 1027 de către Papa Ioan al XIX-lea.
În 1028, îl încoronează pe fiul său Henric ca Rege al Germaniei la Aachen, care avea să devină unul dintre cei mai importanți consilieri ai tatălui său. În 1032, Rudolf al III-lea de Burgundia moare lăsându-i lui Conrad moștenire regatul său. Acesta devine cel de-al treilea regat din cadrul Sfântului Imperiu, fiind cunoscut, până în 1378 (când este incorporat în Regatul Franței), ca și Regatul de la Arles. Acest regat nu includea Ducatul Burgundia din nord, ce era condus de o ramură minoră a casei regale franceze.
În 1038, Conrad al II-lea participă la o campanie în Italia împotriva lui Pandulf al IV-lea de Capua iar la întoarcere armata sa este cuprinsă de o epidemie din care regele scapă nevătămat. În același an, Conrad al II-lea ține o serie de consilii prin care îl numește pe Henric și Rege de Burgundia. În 1039,  Conrad al II-lea se îmbolnăvește și moare la Utrecht. Este înmormântat la Speyer.